# Pleurogeophilus cyclareatus
Pleurogeophilus cyclareatus är en mångfotingart som först beskrevs av Carl Graf Attems 1909.  Pleurogeophilus cyclareatus ingår i släktet Pleurogeophilus och familjen storjordkrypare.
Artens utbredningsområde är Tanzania. Inga underarter finns listade i Catalogue of Life.